# Kurt von Wedel

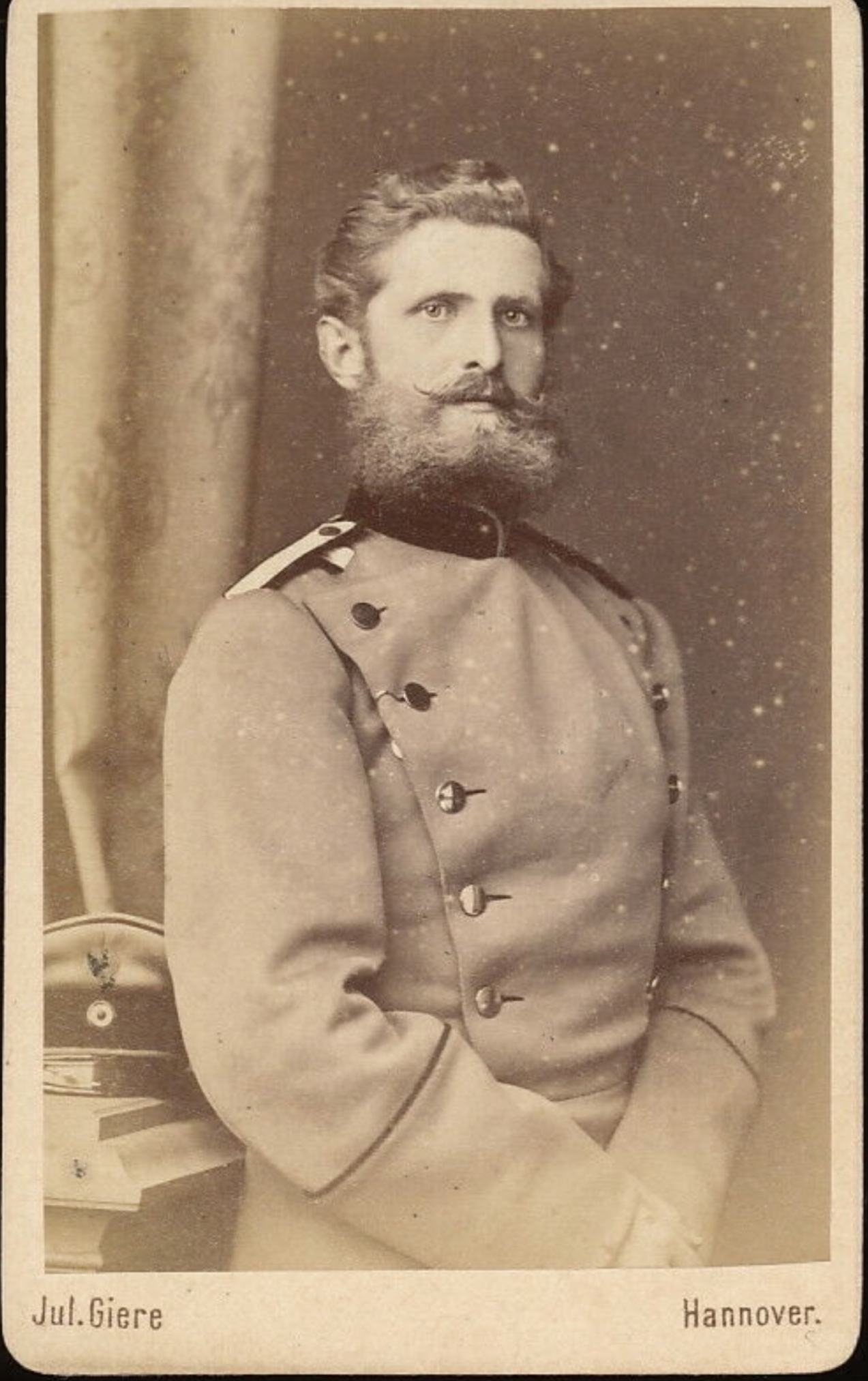
Kurt (Curt) von Wedell, 1875

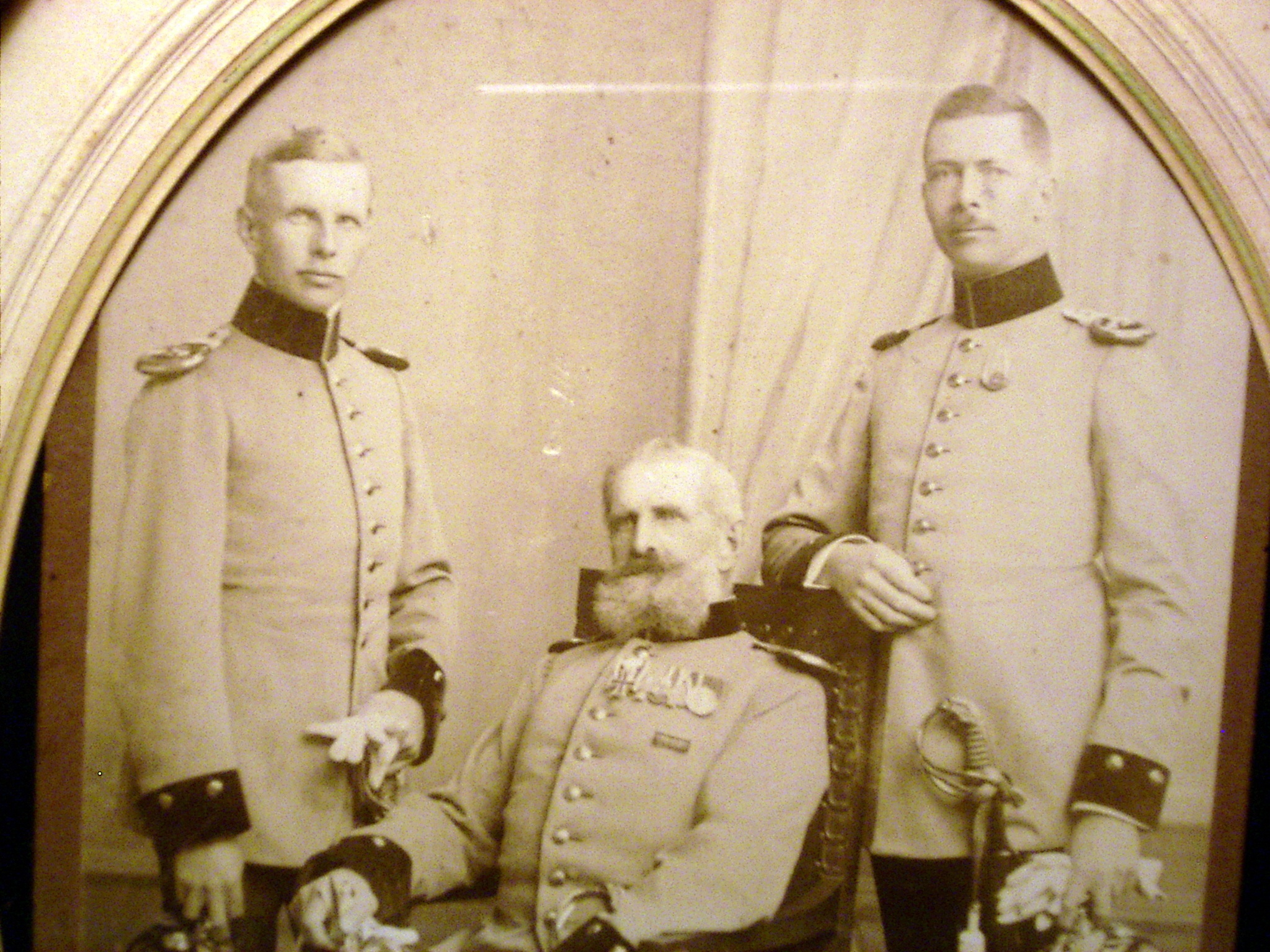
Kurt (Curt) von Wedell und seine Söhne Hans und Günther ca. 1910

Kurt Alexander Walter von Wedel (* 8. September 1846 auf Gut Pinnow, Landkreis Soldin, Provinz Brandenburg; † 10. März 1927 auf Gut Kutzerow (heute Ortsteil von Uckerland, Landkreis Uckermark), Provinz Brandenburg) war preußischer Gutsbesitzer und Politiker.

## Familie
Er entstammte dem alten Adelsgeschlecht von Wedel aus Stormarn, das im Jahr 1212 erstmals urkundlich erwähnt und seit dem Jahr 1240 in Pommern schlossgesessen ist, und war der Sohn des Gutsbesitzers Gustav von Wedel (1812–1857), Gutsherr auf Pinnow (Landkreis Soldin) und Wendisch Karstnitz (Landkreis Stolp), und der Elisabeth von Cranach (1825–1858).
Wedel heiratete am 23. Juli 1870 auf Gut Felchow (heute Ortsteil von Schwedt/Oder) Luise von Winterfeld (* 21. November 1852 in Felchow; † 20. Februar 1919 auf Gut Kutzerow), die Tochter des Gutsbesitzers Reinhold von Winterfeld, Gutsherr auf Felchow, Metzenthin (Landkreis Angermünde, Brandenburg) und anderen, und der Julie von Schmeling-Diringshofen.

## Leben
Wedel war königlich preußischer Rittmeister und Gutsherr auf Kutzerow und Zernikow bei Prenzlau (Landkreis Uckermark). Politisch betätigte er sich als Mitglied des Preußischen Herrenhauses.